# Cantonul Orthez
Cantonul Orthez este un canton din arondismentul Pau, departamentul Pyrénées-Atlantiques, regiunea Aquitania, Franța.

## Comune
- Baigts-de-Béarn
- Balansun
- Bonnut
- Castétis
- Lanneplaà
- Orthez (reședință)
- Puyoô
- Ramous
- Saint-Boès
- Saint-Girons-en-Béarn
- Salles-Mongiscard
- Sallespisse
- Sault-de-Navailles